# An me timase
An me timase (gr. Aν με θυμάσαι, An me thymásai) – utwór cypryjskiej wokalistki Despiny Olimbiu napisany przez Andreasa Jorgalisa i Zinonasa Zindilisa, nagrany w styczniu 2013 roku i wydany miesiąc później.
Utwór reprezentował Cypr podczas 58. Konkursu Piosenki Eurowizji w 2013 roku, został wybrany wewnętrznie przez krajowego nadawcę publicznego (CyBC) dla Olimbiu. Singiel został zaprezentowany premierowo w Walentynki, tj. 14 lutego. Wokalistka zaprezentowała utwór w pierwszym półfinale Konkursu Piosenki Eurowizji organizowanego w Malmö i zdobyła łącznie 11 punktów, zajmując przedostatnie, 15. miejsce w klasyfikacji, nie otrzymując tym samym awansu do stawki finałowej.
Oprócz greckojęzycznej wersji singla Olimbiu nagrała piosenkę w hiszpańskim („Si me recuerdas”) oraz angielskim („If You Think of Me”).